# Chiesa di San Giovanni in Borgo
La chiesa di San Giovanni in Borgo sorse nei primi anni del VI secolo per volontà del vescovo Massimo e fu demolita nel 1818.

## Storia e descrizione
La chiesa di San Giovanni in Borgo fu fondata dal vescovo Massimo (501-515) in un'area esterna al circuito murario di età romana, dove, fin dall’età antica, si trovava una delle necropoli di Pavia, per tale ragione la chiesa venne detta anche San Giovanni de Coemeterio o de Palude, in riferimento alla vicinanza con la riva del Ticino. La chiesa fu ricostruita tra l'ultimo decennio del XI secolo e il 1120 in forme romaniche e al suo interno furono sepolti i vescovi Massimo, Ursicino e papa Giovanni XIV.  L’edificio aveva una facciata a capanna, arricchita nella parte terminale da una loggetta cieca con archetti pensili intrecciati che coronano la sommità e da bacini ceramici orientali. Internamente era dotata di tre navate, sei cappelle laterali (una delle quali dedicata a San Raffaele), cripta e tiburio. Nel 1576 la parrocchia contava circa 800 anime da comunione e la chiesa era officiata da nove canonici e due cappellani, saliti, nel 1769, 15 sacerdoti e 10 chierici. Nel 1805 la parrocchia venne soppressa e unita a quella di San Michele e nel 1811 l’edificio fu acquisito dal vicino collegio Borromeo che nel 1818 lo fece demolire per ampliare il proprio giardino. I musei Civici conservano un pluteo marmoreo d’altare (VI secolo), una colonnina con capitello in marmo cipollino (di età longobarda) e sculture, bassorilievi e capitelli in arenaria datati intorno ai primi due decenni del XII secolo, alcuni dei quali opera di un anonimo maestro denominato dagli storici dell’arte: Maestro dei Draghi.

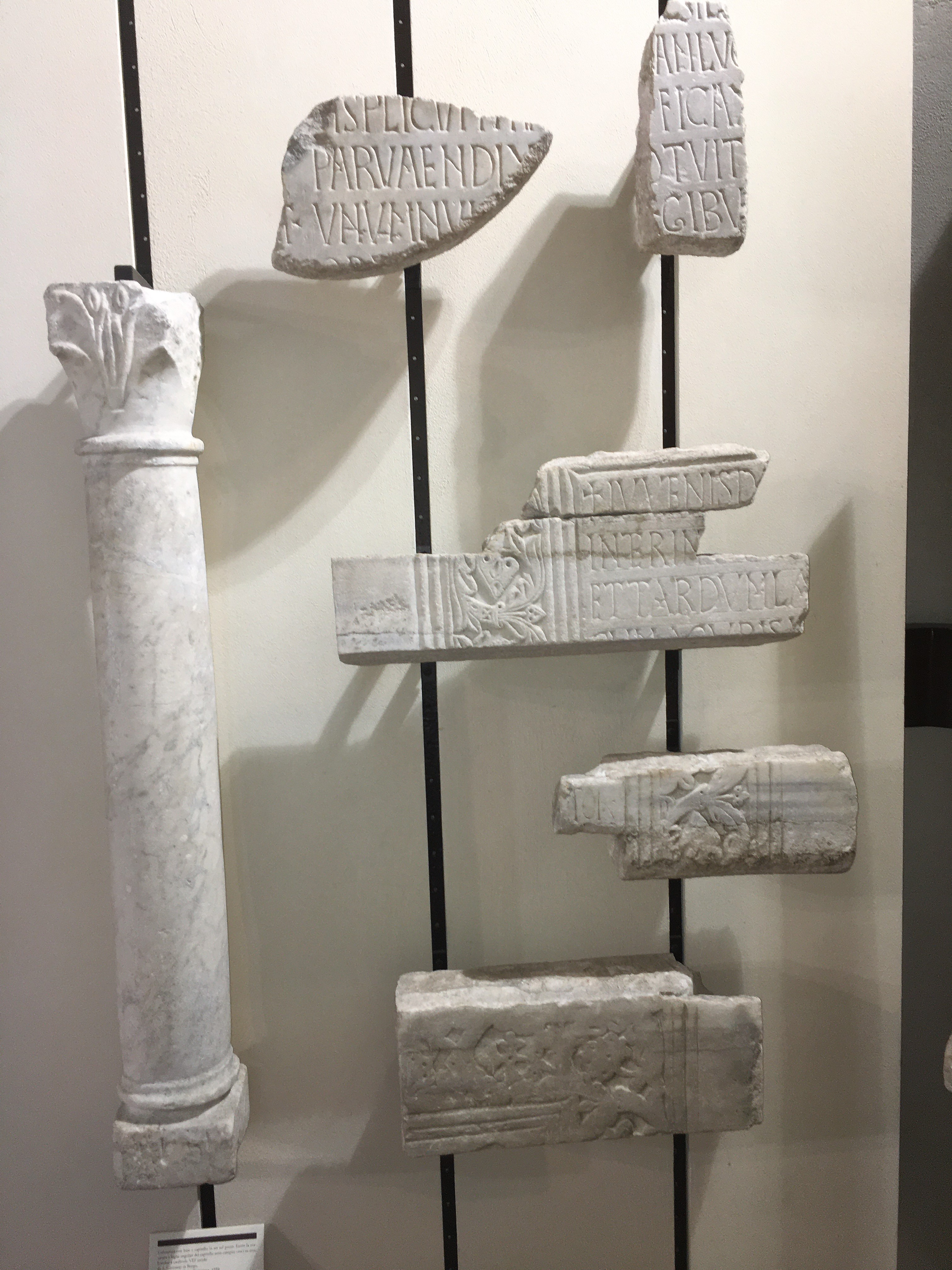
Colonnina e frammenti di epigrafi dalla chiesa (VII-VIII secolo), Musei Civici..
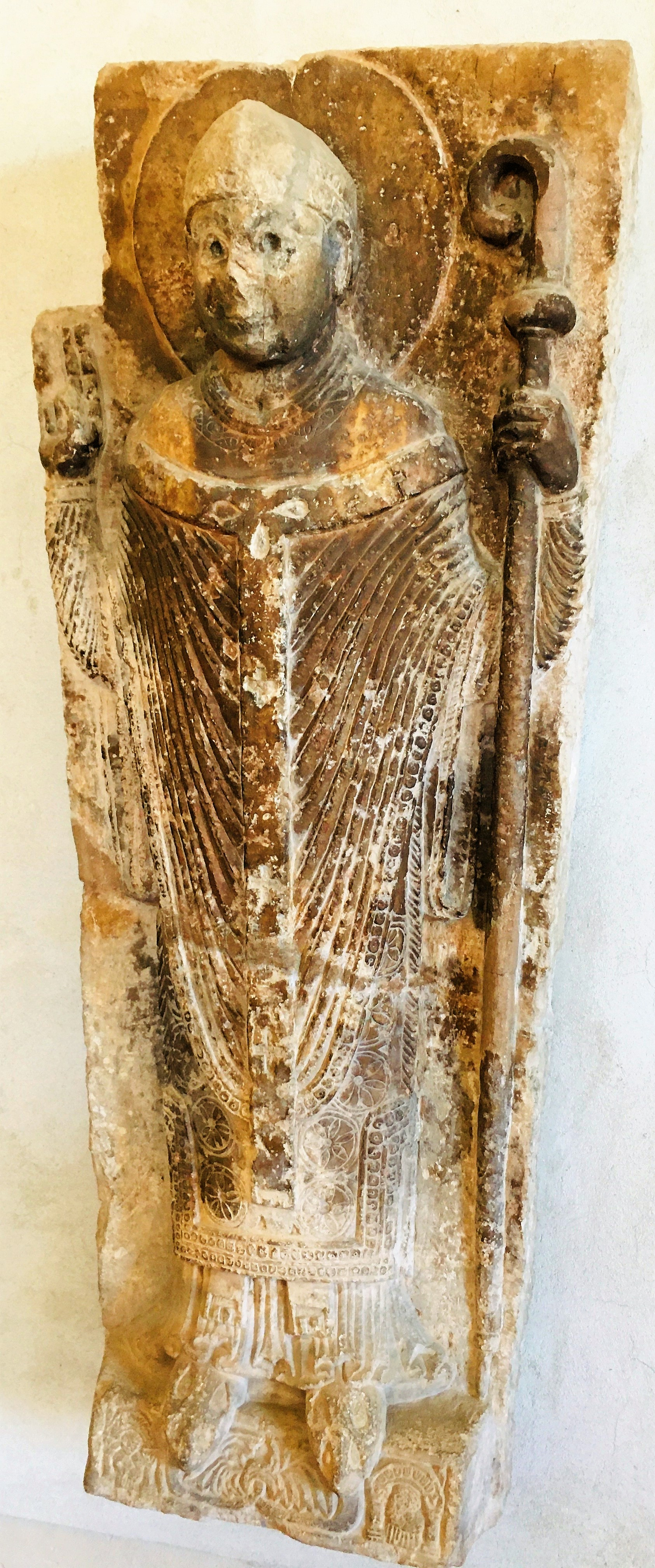
Bassorilievo con figura di santo vescovo (1110-1120), Musei Civici.
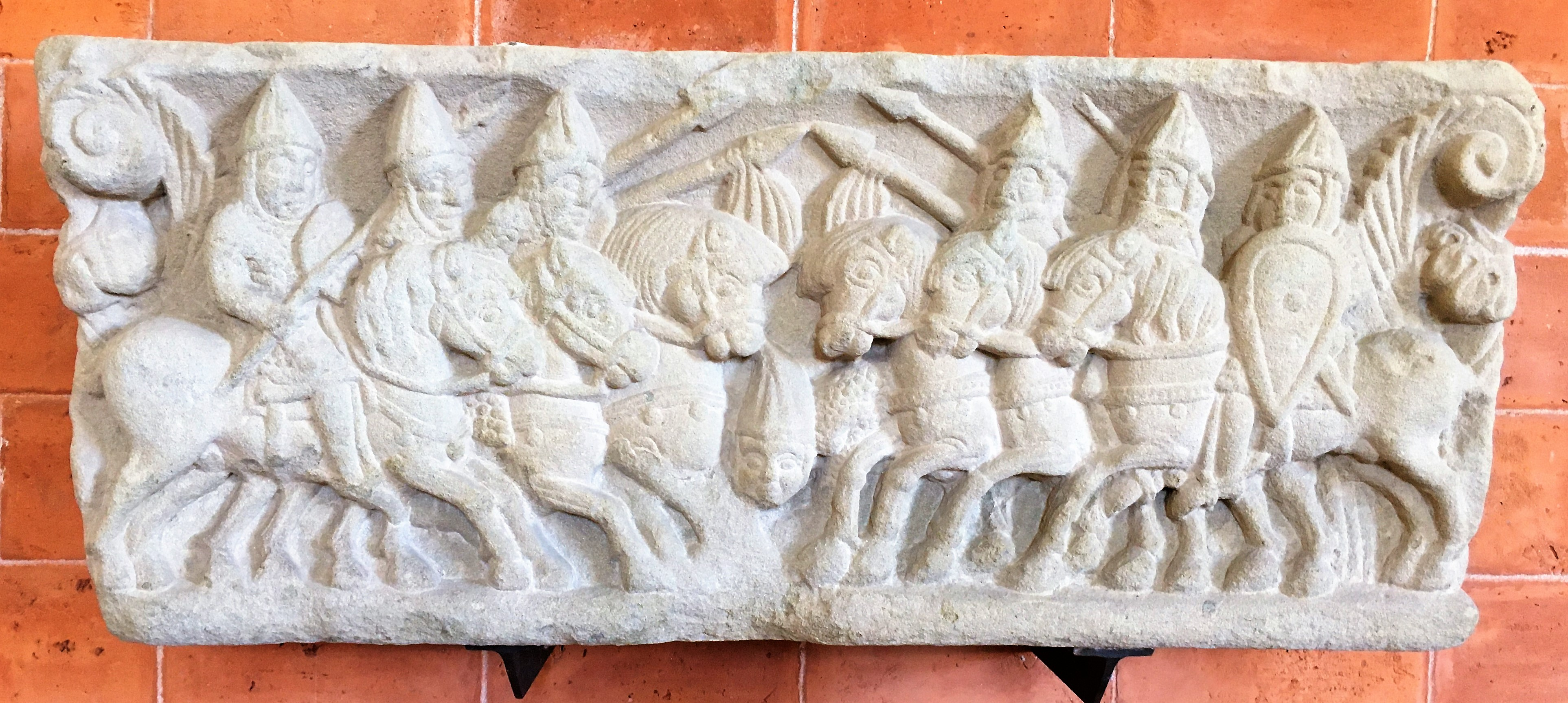
Capitello con scena di combattimento (1110-1120), Musei Civici.
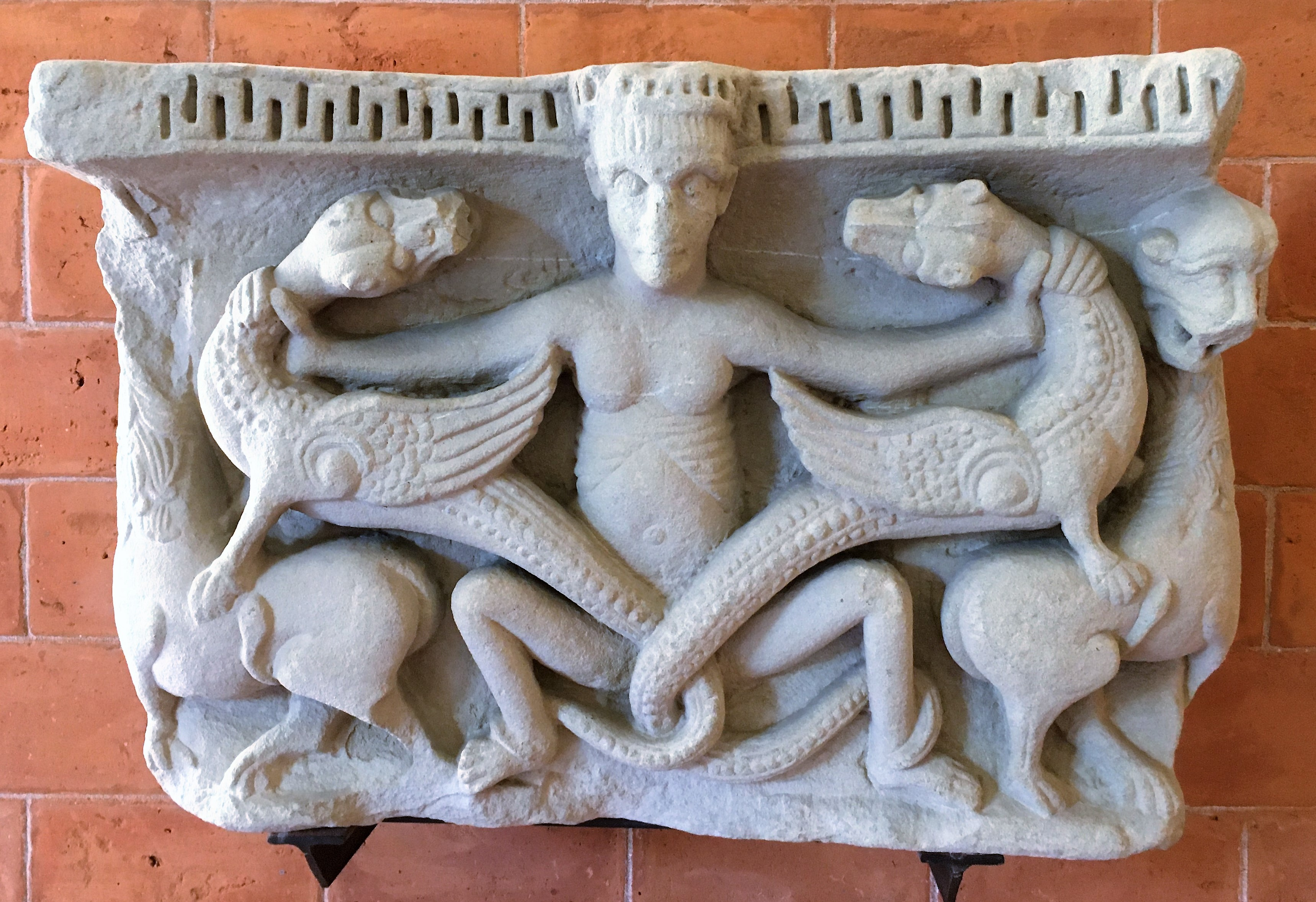
Maestro dei Draghi, capitello (1110-1120), Musei Civici.
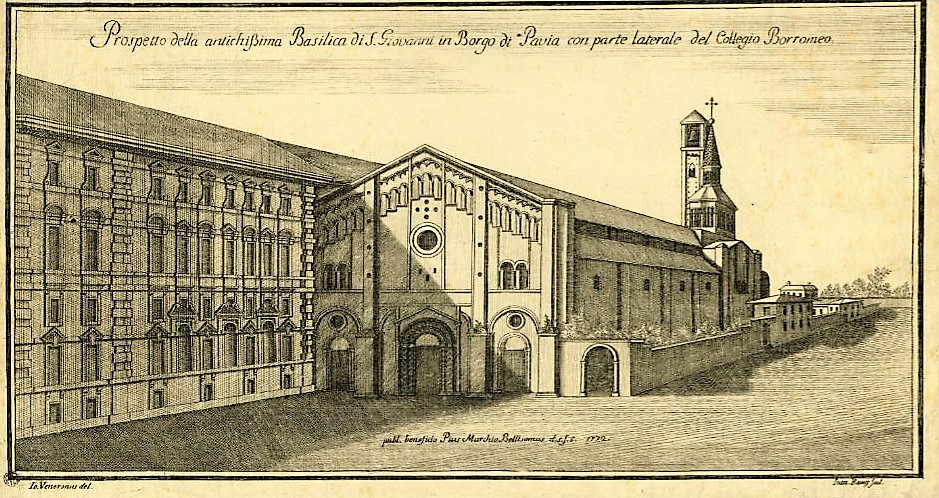
La chiesa di San Giovanni in Borgo intorno alla metà del XVIII secolo.